# 格林冰川 (哈斯凱爾嶺)
格林冰川（英語：Green Glacier）是南極洲的冰川，位於奧次地，處於哈斯凱爾嶺西面，最終注入達爾文冰川，由英聯邦探險隊繪入地圖，現時由南極條約體系管理。
79°43′S 156°10′E / 79.717°S 156.167°E